# Jeanne Baptiste d’Albert de Luynes

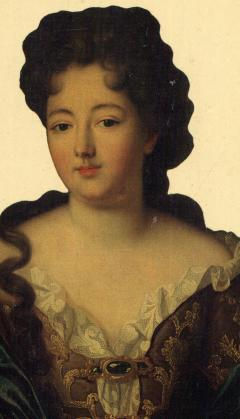
Jeanne Baptiste d’Albert

Jeanne Baptiste d’Albert, Gräfin von Verrua (* 18. Januar 1670 in Paris; † 18. November 1736 ebenda) war eine französische Aristokratin und Geliebte von König Viktor Amadeus II. von Sardinien.

## Leben

### Ehe
Die Tochter des Herzogs Louis Charles d’Albert, Herzog von Luynes (1620–1690) und seiner zweiten Gattin Anne de Rohan (1640–1684), die Jean Baptiste Colbert zum Taufpaten hatte – daher ihre Vornamen –, wurde in Port-Royal erzogen. Am 25. August 1683, mit dreizehneinhalb Jahren, wurde sie an August Graf Scaglia von Verrua (französisiert „Verrue“) verheiratet, einen Piemontesischen Dragonerobristen und Diplomaten, dem sie an den Piemontesischen Hof zu Turin folgte und mit dem sie vier Kinder hatte.

### Affäre und Flucht
Um 1688 herum verliebte sich Herzog Viktor Amadeus II. von Savoyen, der spätere erste König von Sardinien-Piemont, unsterblich in die junge Gräfin, die sein Werben indessen lange zurückwies. Schließlich wurde sie aber doch – auch unter Zuraten von König Ludwig XIV., der durch sie Einfluss auf Savoyen zu nehmen suchte – die offizielle Mätresse des Königs und bekam mit ihm zwei Kinder, die er 1701 legitimierte. Durch die Ehe ihrer Tochter Victoire Françoise mit ihrem Onkel dritten Grades, dem Herzog Viktor Amadeus I. von Savoyen-Carignan (1690–1741), dessen Urenkel Karl Albert 1831 durch Erbgang das Königreich Sardinien-Piemont übernahm, wurde Jeanne zur Stammmutter der späteren königlichen Familie von Italien.
In Savoyen spielte sie bald eine einflussreiche und beneidete politische Rolle. Gemeinsam mit dem französischen Botschafter René de Froulay de Tessé arrangierte sie die Verheiratung des Herzogs von Burgund, Enkel Ludwigs XIV., mit Prinzessin Marie Adelaide, der Tochter Viktors, im Rahmen des Vertrags von Turin am 20. August 1696. Dennoch fühlte sie sich bei ihrem Liebhaber nicht wohl. Deshalb floh sie am 4. Oktober 1700 mit Hilfe ihrer beiden Brüder und unter abenteuerlichen Umständen aus dem Piemont. Vorerst fand sie Zuflucht im Kloster ihrer Tante in der Rue du Cherche-Midi in Paris. Mit dem Tod ihres Mannes, des Grafen Verrua, in der Schlacht bei Höchstädt am 13. August 1704, wurde sie Witwe.

### Wieder in Frankreich
Nachdem sie einen Giftanschlag, den italienische Agenten auf sie verübt hatten, überstanden hatte, soll sie das Gegengift an Charlotte de La Mothe-Houdancourt weitergegeben haben, die damit 1712 den künftigen König Ludwig XV. vor den Pocken rettete. Jedenfalls war ihr Ludwig sein Leben lang dankbar und zog sie an seinen Hof, wo sie mit Louis (IV.) Henri de Bourbon, Fürst von Condé und dessen Mutter Louise Françoise de Bourbon Freundschaft schloss.
Nachdem sie auf Bitten ihres Mannes drei Jahre lang zurückgezogen gelebt hatte, lernte sie nach seinem Tod den reichen Unternehmer Jean-Baptiste Glucq, einen neugeadelten Baron, kennen; der Herzog von Saint-Simon behauptet, sie hätten heimlich geheiratet, was indessen unbewiesen ist. Während des jährlichen Aufenthaltes des königlichen Hofes auf Schloss Fontainebleau wohnte sie auf Glucqs Schloss Sainte-Assise bei Seine-Port. Ebenso besuchte sie oft den Marquis Jean-François Leriget de La Faye auf Schloss Condé in Condé-en-Brie.

### Gesellschaftliches Leben
Die kunstsinnige Jeanne zog in Frankreich bald viele Künstler, Literaten und Politiker in ihren Kreis, darunter den jungen Voltaire, von dem sie sehr beeindruckt war, sowie Abbé Terrasson, Charles d’Orléans de Rothelin, den Siegelbewahrer Germain Louis Chauvelin, Jean-François Melon, Jean-Baptiste de Montullé, den Marquis de Lassay und dessen Sohn. Daneben verfolgte sie, die im Laufe ihres Lebens ein gewaltiges Vermögen angehäuft hatte, in Paris ehrgeizige Bauprojekte, die indessen nur im Ansatz verwirklicht wurden. Einzig das Palais in der Nr. 1 Rue du regard steht noch heute.
Sie selbst schrieb sich den, wörtlich von Madame Boufflers übernommenen, Grabspruch:
«Ci-git, dans une paix profonde,
Cette Dame de Volupté,
Qui, pour plus de sureté,
Fit son paradis dans ce monde.»

## Kunstsammlung
Gräfin Verrua besaß eine große Kunstsammlung, die sie immer wieder erweiterte, ohne Kosten zu scheuen. Sie kaufte Stiche, Juwelen, Edelsteine (insgesamt etwa 8.000), Münzen, Tapisserien, goldene Tabatièren und Gewänder – so viele, dass sie im Juli 1713 eigens ein Haus in Meudon erwarb, um dort ihre Kunstschätze unterzubringen. Vierzehn Tage darauf engagierte sie Pierre-Nicolas Delespine, der ihr nach den Plänen von Jean-Baptiste-Alexandre Leblond eine anliegende Villa errichtete. Sie vergab Aufträge an Künstler wie Nicolas Lancret und Alexis Grimou und besaß Werke von David Teniers, Antoine Watteau und Anton van Dyck, dessen berühmtes Porträt von König Karl I. von England ihr gehörte.
Ebenso sammelte sie Bücher und besaß schließlich 18.000 Bände, die sie in ihren Privatbibliotheken in Paris und Meudon aufbewahrte. 1737, nach ihrem Tod, wurde ihre Bibliothek freilich aufgelöst. Nur wenige Bücher aus ihrem Besitz sind heute noch aufzufinden.

## Fortleben

### Film
Nach der Vorlage des Romans von Tournier entstand 1990 der Film Die Hure des Königs von Axel Corti mit Valeria Golino und Timothy Dalton in den Hauptrollen.

## Nachkommen
Jeanne Baptiste d’Albert hatte mit König Viktor zwei Kinder:
1. Victor François von Savoyen (1694–1762), Marquis de Suze
2. Victoire Françoise Marie Anne von Savoyen (1690–1766), Mademoiselle de Suze, ⚭ (1714) Viktor Amadeus (I.) von Savoyen, Fürst von Carignan (1690–1741)